# 久住章
久住 章（くすみ あきら、1948年 - ）は、日本の左官職人。「カリスマ左官」と呼ばれている。兵庫県志筑町（現・淡路市）出身。

## 人物・経歴
18歳で長兄について左官の修業を始める。京都の数寄屋左官に弟子入りして聚楽壁を習う。業界誌　『左官教室』の編集者小林澄夫の紹介で、建築家の仕事を手がけるようになる。
アーヘン工科大学の夏期講師に招碑されたのを機に、世界各地の土壁を見てまわり、独自の技をつくりあげる。
現在講師として全国各地で左官指導にもあたる。
1984年兵庫県技能顕功賞、1995年吉岡賞（現新建築賞）、1999年、日本建築学会文化賞受賞。
象設計集団との仕事が多く、ドーモ・キヴァ　（徳田邸）、特別養護老人ホーム葛飾の家、高橋建設社屋、十勝ビール、ドーモ・キニャーナなどがある。